# Camptocarpus sphenophyllus
Camptocarpus sphenophyllus är en oleanderväxtart som först beskrevs av Isaac Bayley Balfour, och fick sitt nu gällande namn av Venter. Camptocarpus sphenophyllus ingår i släktet Camptocarpus och familjen oleanderväxter. Inga underarter finns listade i Catalogue of Life.